# Saltos ornamentais nos Jogos Pan-Americanos de 2003
As competições de saltos ornamentais nos Jogos Pan-Americanos de 2003 foram realizadas em Santo Domingo, República Dominicana. Esta foi a décima quarta edição do esporte nos Jogos Pan-Americanos. Houve a realização de quatro eventos masculinos e quatro eventos femininos, com a inclusão dos eventos sincronizados.

## Masculino

### Trampolim de 3 metros
- Realizado em 7 de agosto[1]

| POSIÇÃO | FINAL                    | PONTUAÇÃO |
| ------- | ------------------------ | --------- |
|         | Alexandre Despatie (CAN) | 683.19    |
|         | Fernando Platas (MEX)    | 675.48    |
|         | Troy Dumais (USA)        | 627.42    |
| 4.      | César Castro (BRA)       | 610.56    |
| 5.      | Jorge Betancourt (CUB)   | 609.57    |
| 6.      | Mark Ruiz (USA)          | 608.16    |
| 7.      | Arturo Miranda (CAN)     | 586.77    |
| 8.      | Joel Rodriguez (MEX)     | 585.93    |
| 9.      | Erick Fornaris (CUB)     | 583.62    |
| 10.     | Ramon Fumado (VEN)       | 573.03    |
| 11.     | Juan Urán (COL)          | 571.02    |
| 12.     | Cassius Duran (BRA)      | 563.58    |
| 13.     | Luis Villarroel (VEN)    | 529.29    |
| 14.     | Johny Vera (COL)         | 483.03    |

### Plataforma de 10 metros
- Realizado em 9 de agosto

| POSIÇÃO | FINAL                    | PONTUAÇÃO |
| ------- | ------------------------ | --------- |
|         | Rommel Pacheco (MEX)     | 667.86    |
|         | Cassius Duran (BRA)      | 634.59    |
|         | Alexandre Despatie (CAN) | 626.37    |
| 4.      | Justin Dumais (USA)      | 625.86    |
| 5.      | Erick Fornaris (CUB)     | 610.68    |
| 6.      | Mark Ruiz (USA)          | 609.51    |
| 7.      | Jesús Aballi (CUB)       | 593.70    |
| 8.      | Juan Urán (COL)          | 558.54    |
| 9.      | Christopher Kalec (CAN)  | 551.55    |
| 10.     | Ubirajara Barbosa (BRA)  | 531.90    |
| 11.     | Johny Vera (COL)         | 456.90    |

### Trampolim de 3 metros sincronizado
| POSIÇÃO | FINAL                                              | PONTUAÇÃO |
| ------- | -------------------------------------------------- | --------- |
|         | CAN Canadá • Alexandre Despatie • Philippe Comtois | 317.40    |
|         | CUB Cuba • Erick Fornaris • Jorge Betancourt       | 313.83    |
|         | USA Estados Unidos • Troy Dumais • Justin Dumais   | 313.35    |
| 4.      | MEX México • Fernando Platas • Joel Rodríguez      | 309.96    |
| 5.      | BRA Brasil • César Castro • Cassius Duran          | 302.91    |
| 6.      | VEN Venezuela • Ramón Fumado • Luis Villaroel      | 300.12    |

### Plataforma de 10 metros sincronizada
- Realizado em 8 de agosto

| POSIÇÃO | FINAL                                              | PONTUAÇÃO |
| ------- | -------------------------------------------------- | --------- |
|         | CAN Canadá • Alexandre Despatie • Philippe Comtois | 340.44    |
|         | MEX México • Fernando Platas • Rommel Pacheco      | 327.09    |
|         | USA Estados Unidos • Kyle Prandi • Mark Ruiz       | 320.52    |
| 4.      | CUB Cuba • Erick Fornaris • Jorge Betancourt       | 312.90    |

## Feminino

### Trampolim de 3 metros
- Realizado em 8 de agosto[3]

| POSIÇÃO | FINAL                          | PONTUAÇÃO |
| ------- | ------------------------------ | --------- |
|         | Blythe Hartley (CAN)           | 504.63    |
|         | Émilie Heymans (CAN)           | 502.17    |
|         | Juliana Veloso (BRA)           | 482.22    |
| 4.      | Laura Sánchez (MEX)            | 478.29    |
| 5.      | Michelle Davison (USA)         | 469.29    |
| 6.      | Iohana Cruz (CUB)              | 452.25    |
| 7.      | Sara Hildebrand (USA)          | 449.73    |
| 8.      | Jashia Luna (MEX)              | 448.56    |
| 9.      | Angelique Rodriguez (PUR)      | 437.34    |
| 10.     | Diana Pineda (COL)             | 423.81    |
| 11.     | Milena Sae (BRA)               | 386.55    |
| 12.     | Katura Horton-Perinchief (BER) | 383.76    |
| 13.     | Carolyn Gutiérrez (DOM)        | 305.13    |

### Plataforma de 10 metros
| POSIÇÃO | FINAL                          | PONTUAÇÃO |
| ------- | ------------------------------ | --------- |
|         | Émilie Heymans (CAN)           | 568.44    |
|         | Juliana Veloso (BRA)           | 503.85    |
|         | Blythe Hartley (CAN)           | 474.81    |
| 4.      | Angelique Rodríguez (PUR)      | 470.64    |
| 5.      | Laura Wilkinson (USA)          | 453.99    |
| 6.      | Sara Hilldebrand (USA)         | 450.09    |
| 7.      | Jashia Luna (MEX)              | 441.72    |
| 8.      | Paola Espinosa (MEX)           | 431.43    |
| 9.      | Diana Pineda (COL)             | 418.05    |
| 10.     | Yolanda Ortiz (CUB)            | 416.04    |
| 11.     | Carolyn Gutiérrez (DOM)        | 301.71    |
| 12.     | Katura Horton-Perinchief (BER) | 299.91    |

### Trampolim de 3 metros sincronizado
- Realizado em 10 de agosto

| POSIÇÃO | FINAL                                                      | PONTUAÇÃO |
| ------- | ---------------------------------------------------------- | --------- |
|         | CAN Canadá • Émilie Heymans • Blythe Hartley               | 298.62    |
|         | MEX México • Laura Sánchez • Paola Espinosa                | 275.70    |
|         | USA Estados Unidos • Sara Hildebrand • Cassandra Cardinell | 250.50    |
| 4.      | CUB Cuba • Iohana Cruz • Yolanda Ortíz                     | 248.55    |
| 5.      | BRA Brasil • Juliana Veloso • Milena Sae                   | 222.96    |

### Plataforma de 10 metros sincronizada
- Realizado em 7 de agosto

| POSIÇÃO | FINAL                                                      | PONTUAÇÃO |
| ------- | ---------------------------------------------------------- | --------- |
|         | CAN Canadá • Émilie Heymans • Marie-Ève Marleau            | 310.95    |
|         | MEX México • Laura Sánchez • Paola Espinosa                | 278.70    |
|         | CUB Cuba • Iohana Cruz • Yolanda Ortíz                     | 264.78    |
| 4.      | USA Estados Unidos • Sara Hildebrand • Cassandra Cardinell | 262.32    |
| 5.      | BRA Brasil • Milena Sae • Juliana Veloso                   | 219.99    |

## Quadro de medalhas
| Posição | Nação              |   |   |   | Total |
| ------- | ------------------ | - | - | - | ----- |
| 1       | CAN Canadá         | 7 | 1 | 2 | 10    |
| 2       | MEX México         | 1 | 4 | 0 | 5     |
| 3       | BRA Brasil         | 0 | 2 | 1 | 3     |
| 4       | CUB Cuba           | 0 | 1 | 1 | 2     |
| 5       | USA Estados Unidos | 0 | 0 | 4 | 4     |
| Total   | Total              | 6 | 6 | 6 | 18    |